# Droga krajowa B476 (Niemcy)
Droga krajowa 476 (niem. Bundesstraße 476) – niemiecka droga krajowa przebiegająca na osi południowy zachód-północny wschód i jest połączeniem drogi B275 w Sassenbergu z drogą B68 w Borgholzhausen w Nadrenii Północnej-Westfalii.
Droga jest oznakowana jako B476 od połowy lat 60. XX w.